# Алианса Атлетико
Алианса Атлетико (на испански: Alianza Atlético) е перуански професионален футболен отбор от Суяна, регион Пиура. Създаден е на 18 януари 1920 г. Играе в перуанската Примера Дивисион и е най-популярният отбор от Суяна.

## История
На 18 януари 1920 г. е основан Клуб Спорт Перу. На 12 март 1920 г. той се слива с Клуб Атлетико Суяна и от тях произлиза настоящият отбор. През 1936 г., когато в Примера Дивисион все още играят само отбори от Лима и Калао, официален шампионат не се провежда заради участието на олимпийския отбор по футбол на Перу на олимпийските игри в Берлин. На негово място се провежда неофициален турнир, в който шампион става сборен отбор на Суяна, в който има осем играчи на Алианса Атлетико. В тяхна чест стадионът на тима се нарича Кампеонес дел 36. През 1984 г. за първи път в историята си достига последната фаза в турнира за Копа Перу, завършвайки на второ място след Лос Еспартанос де Пакасмайо. През 1988 г. Алианса Атлетико за първи път участва в Примера Дивисион през 1988 г., когато завършва на първо място в група Север на регионалната фаза на първенството. Отборът остава в елита без прекъсване до 2011 г., но не успява да запише значителни успехи освен второто място в турнира Клаусура през 2003 г., но в общото класиране е само на пето място. Има три участия за Копа Судамерикана - през 2004 (втори предварителен кръг), 2005 (втори предварителен кръг) и 2009 г. (шестнайсетинафинали). През 2015 г. отборът е върнат в Примера Дивисион след решение на Арбитражния съд ФИФА.

## Футболисти

### Известни бивши футболисти
- Едгар Бенитес
- Леао Бутрон
- Перси Оливарес
- Пиеро Алва
- Франсиско Де Паула Басан
- Хайме Алфонсо Руис

## Успехи
- Копа Перу:
  - Финалист (1): 1984
- Лига Департаментал де Пиура:
  - Шампион (2): 1966, 1968
- Лига Дистритал де Суяна:
  - Шампион (35): 1928, 1929, 1930, 1933, 1934, 1935, 1943, 1944, 1945, 1946, 1947, 1948, 1949, 1951, 1952, 1953, 1957, 1958, 1959, 1960, 1966, 1967, 1968, 1969, 1970, 1971, 1972, 1973, 1975, 1976, 1977, 1981, 1982, 1983, 1986[2]

## Рекорди
- Най-голяма победа:
  - в Примера Дивисион: 8:1 срещу Унион Минас, 6 април 1997 г. и Ла Лоретана, 25 октомври 1997 г.[3]
  - в международни турнири: 4:1 срещу Коронел Болонеси, 14 септември 2004 г.
- Най-голяма загуба:
  - в Примера Дивисион: 6:0 срещу Мелгар, 3 март 2001 г.
  - в международни турнири: 5:0 срещу Универсидад Католика, 30 август 2006 г.